# Arakk
Arakk ist eine 2012 gegründete Post-Metal- und Funeral-Doom-Band.

## Geschichte
Im Jahr 2012 gründeten die Musiker aus Kopenhagen, Johan Trærup, Jesper Christoffersen, Kasper Ralsted Jensen und Aske Øland Kjærgaard gemeinsam Arakk. Die Band trat gelegentlich lokal auf und spielte ein erstes Demo ein, das 2015 über Aonair Records veröffentlicht wurde. Im gleichen Jahr trat der Bassist Kenn Bendtsen der Band bei. Nach weiteren Auftritten folgte 2018 das Debütalbum Under Søvnen über das Mannheimer Label Wolves & Vibrancy Records, das unter anderem Walk Through Fire, Hundred Year Old Man, Catacombe und Idre verlegt, veröffentlicht. Das Album wurde von Jazz Styxx für Stormbringer.at als „Alptraum von durchdringendem Schmerz und bitterer Verzweiflung“ gelobt.

## Stil
Die Musik von Arakk wird als Crossover aus Funeral Doom und Post-Metal beschrieben. Markant sei ein Spiel in „beeindruckender Langsamkeit“.

## Diskografie
- 2015: Self & Distance (Demo, Aonair Records)
- 2018: Under Søvnen (Album, Wolves & Vibrancy Records)